# Torneo Godó 2006
Il Torneo Godó 2006 è stato un torneo di tennis giocato sulla terra rossa..
È stata la 54ª edizione del Torneo Godó,
che fa parte della categoria International Series Gold nell'ambito dell'ATP Tour 2006.
Si è giocato al Real Club de Tenis Barcelona di Barcellona in Spagna, dal 24 al 30 aprile 2006.

## Campioni

### Singolare
Rafael Nadal ha battuto in finale  Tommy Robredo con il punteggio di 6–4, 6–4, 6–0

### Doppio
Mark Knowles /  Daniel Nestor hanno battuto in finale  Mariusz Fyrstenberg /  Marcin Matkowski con il punteggio di 6–3, 6(4)–7, 10-5